# Bâtiment de la préfecture voévodale à Szczecin

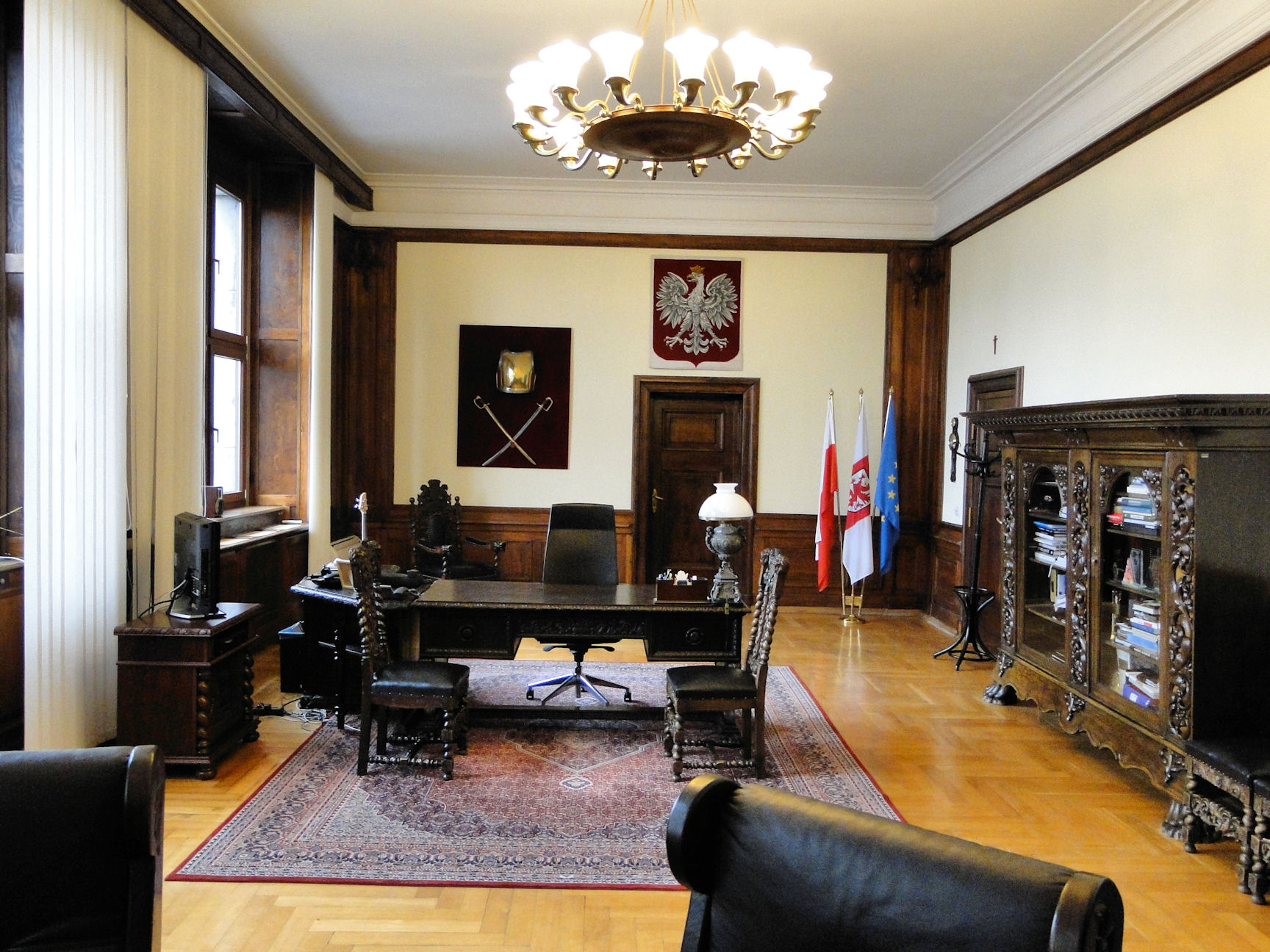
Bureau du voïvode (2011)

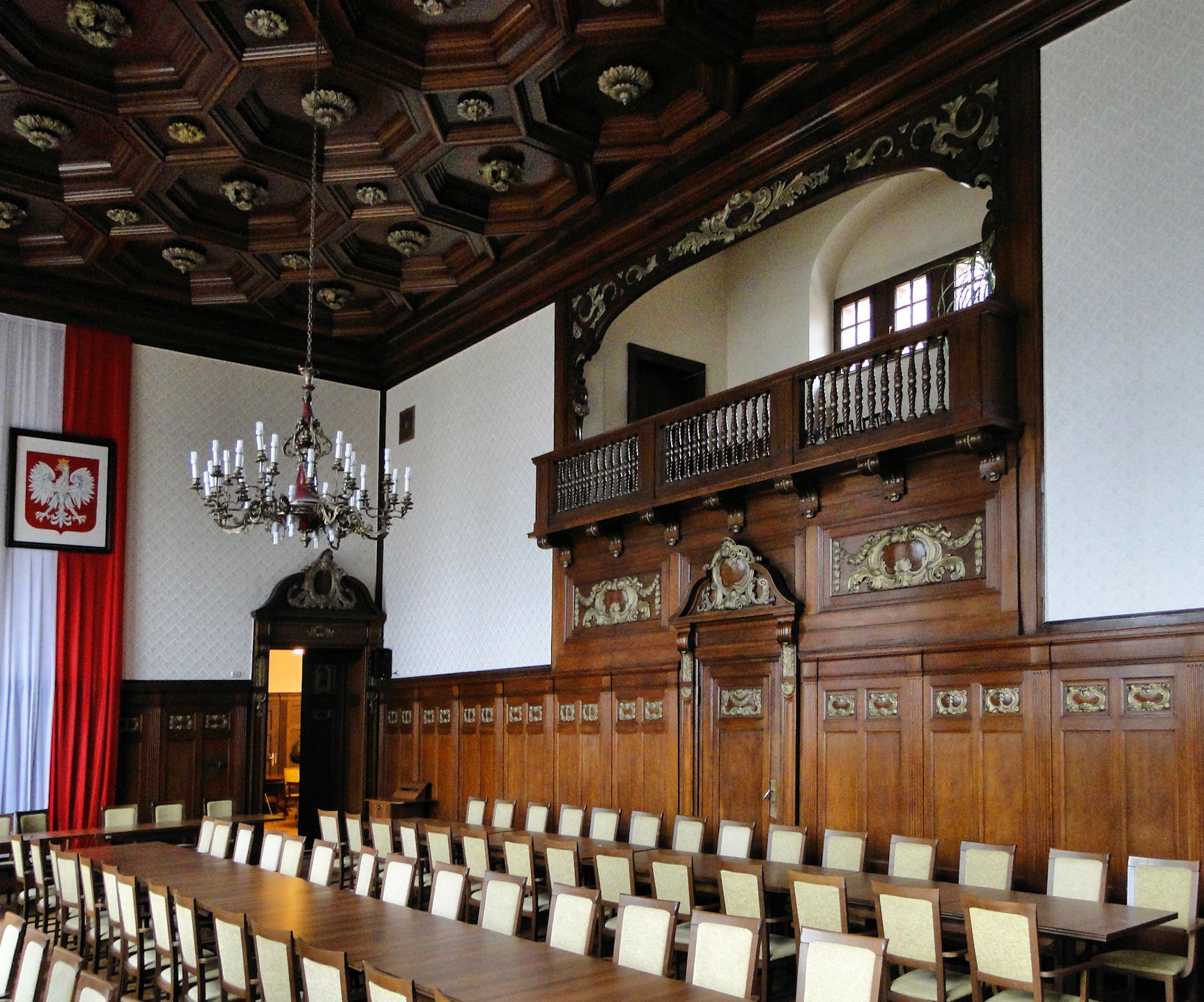
Salle de conférence

Le bâtiment de la préfecture voévodale à Szczecin est un bâtiment administratif historique mis en service en 1911, situé situé sur la promenade dite des Wały Chrobrego à Szczecin.

## Histoire
Le principal concepteur en était l'architecte berlinois Paul Kieschke (pl). Après sa mort en 1905, le projet fut poursuivi et supervisé par Paul Lehmgrübner. Les travaux débutèrent en 1906 sur un terrain de 12 860 m² acheté pour 392 000 marks. En raison de la topographie des lieux et des vestiges de l'ancien Fort Léopold qui s'y trouvaient encore, les travaux de construction proprement dits ont été précédés de travaux de terrassement d'envergure : comblement des douves, remplacement du substrat de tourbe, drainage de la zone, etc. Le bâtiment a été construit sur d'immenses fondations en béton atteignant par endroits 11 m sous le niveau de la rue. À la suite de travaux de construction qui ont duré près de 6 ans, un complexe de trois bâtiments monumentaux a été créé, reliés par une façade commune richement décorée. Le style du bâtiment fait référence à l'historicisme allemand, exposant notamment des éléments de la Renaissance nordique. Le complexe dispose de deux cours intérieures et de 2 tours, dont une, haute de 72 m, est surmonté d'une figure de marin. De nombreuses pièces du bâtiment sont représentatives et ont conservé leurs décorations d'origine (dont le hall principal, l'escalier, la salle de conférence).
Le bâtiment a été mis en service en 1911. Sa partie centrale était occupée par le bureau du district de Szczecin. La partie sud était l'appartement officiel du président de la régence. Dans la partie nord du complexe se trouvent les bureaux des institutions maritimes, notamment le bureau maritime, la Lloyd's Agency, le bureau de la police portuaire et le bureau du service des eaux.
Le coût de l'investissement s'est élevé à 3.533.270 marks. La superficie totale du bâtiment est de 19 451 m².
Le bâtiment n'a pas été endommagé lors des raids aériens sur Szczecin pendant la Seconde Guerre mondiale.
Le bâtiment actuel du Bureau de la préfecture voévodale fut le premier siège des autorités municipales polonaises dirigées par l'architecte et premier maire polonais de Szczecin Piotr Zaremba (pl), qui, le 30 avril 1945, ordonna de hisser le drapeau polonais sur le bâtiment.
En 1985, le bâtiment est inscrit au registre des monuments nationaux.
En 2011, à l'occasion du centenaire de son existence, il est prévu d'ouvrir le bâtiment au public et de tracer dans ses locaux des itinéraires touristiques attractifs, notamment souterrains (avec un tunnel inexploré et inondé en direction de l'Oder) et les tours.
L'intérieur du bâtiment est systématiquement restauré pour retrouver son aspect durant l'entre-deux-guerres - principalement en restaurant des peintures historiques sur les murs, les voûtes et les stucs.
La tour sud du bâtiment du Bureau provincial est surmontée d'une figure de marin, placée là en  1912, c'est-à-dire pendant la construction du bâtiment. Dans les guides polonais plus anciens, le personnage était interprété comme un « marchand médiéval » ou un « marchand-marin médiéval ». La figure est réalisée en tôle épaisse et emboutie. Elle mesure 225 cm de haut et pèse environ 160 kg. Le marin tient dans sa main droite une ancre et dans sa main gauche un mât en acier de 360 cm surmontée d'un aigle polonais.
A l'origine, il y avait un aigle prussien sur le mât, qui fut remplacé par un aigle polonais en 1945 ou 1946. Au milieu des années 1970, la figure du marin a commencé à pencher, ce qui a obligé les autorités de l'époque à procéder à sa conservation minutieuse. Le marin a été évacué de la tour par hélicoptère le 25 mai 1975. En l'examinant, il s'est avéré qu'elle présentait 112 impacts de balles, que sa main gauche cassée et son pied écrasé. Ces dégâts ont probablement été causés pendant ou juste après l'entrée des troupes soviétiques à Szczecin. Le 9 septembre 1975, à l'aide d'un hélicoptère, on tente de replacer la figure rénovée au sommet de la tour — cette tentative s'est, pour des raisons techniques, soldée par un échec. Une autre tentative fut réalisée le 4 août 1976, cette fois avec succès.

## Galerie

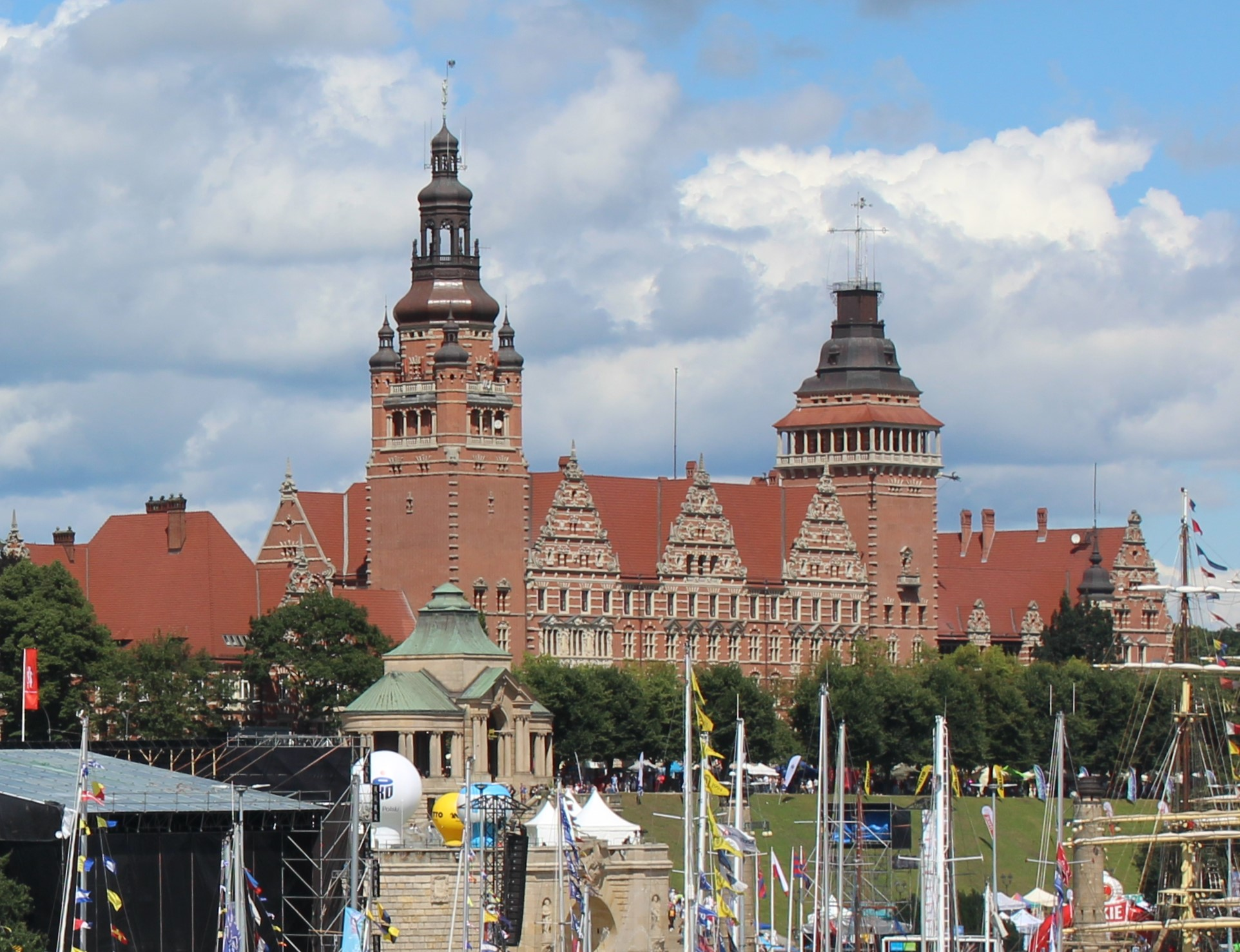
Vue depuis la Rue des Châteaux (Trasa Zamkowa)
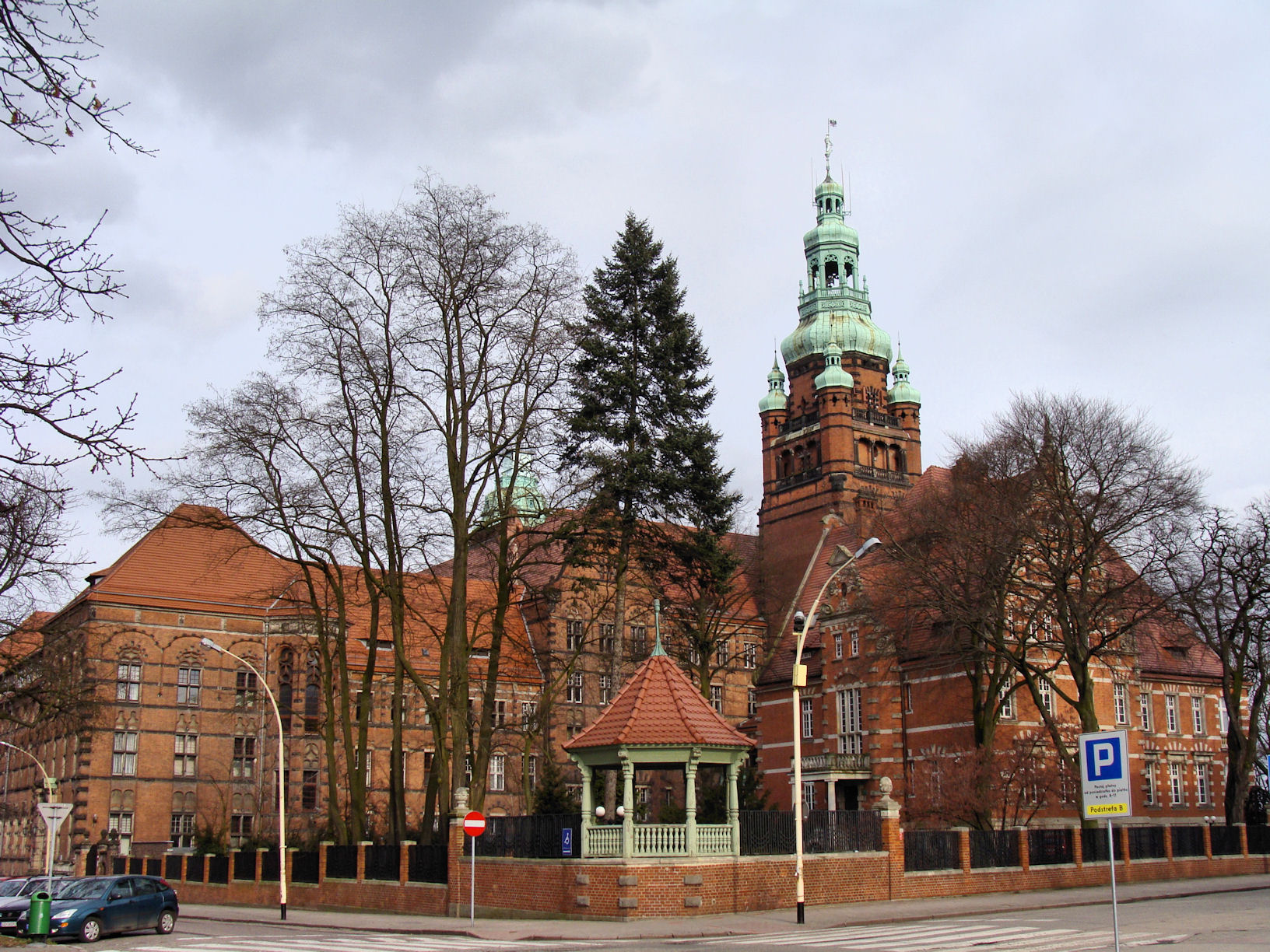
Vue depuis la place Mickiewicz
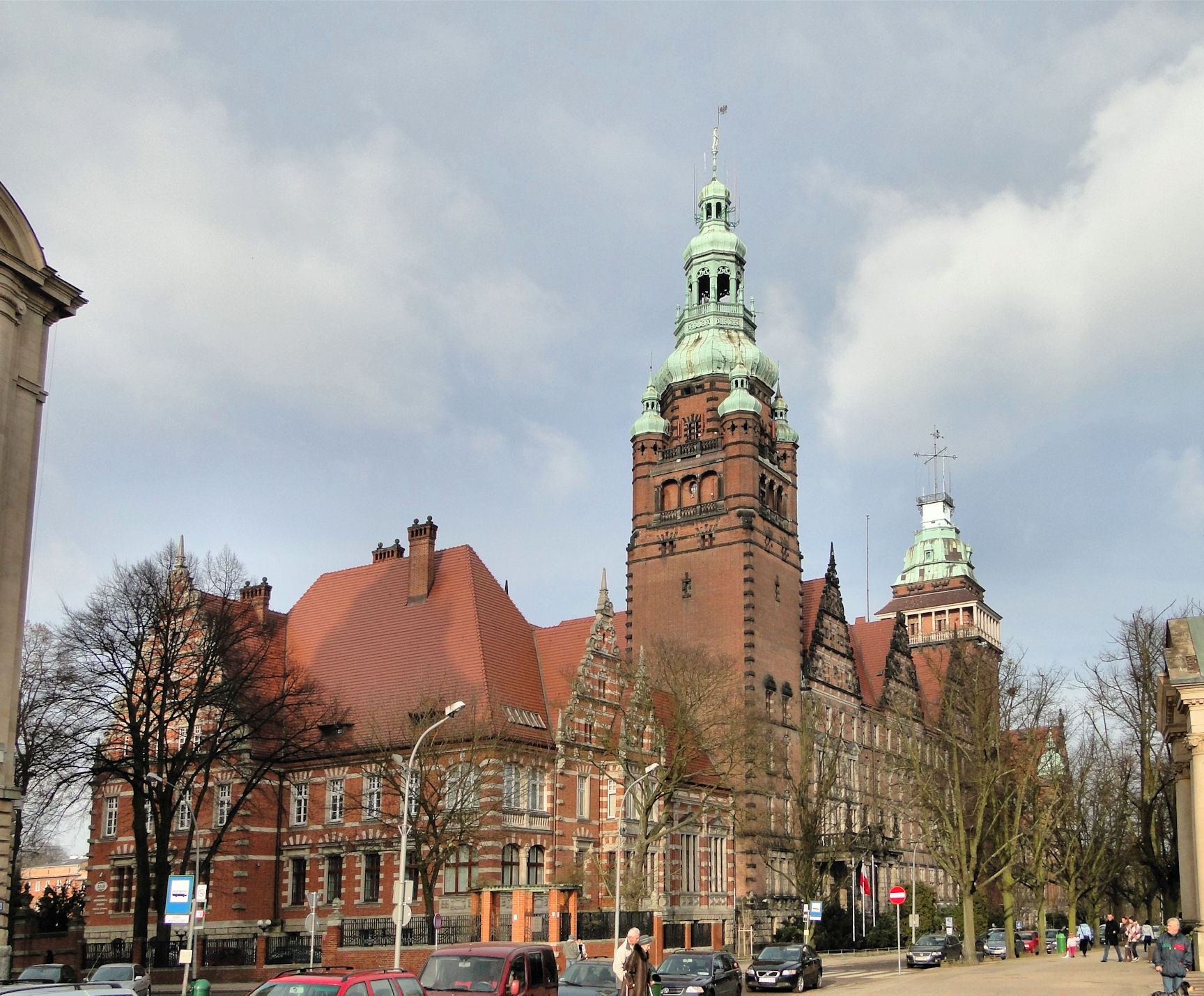
Vue depuis les Wały Chrobrego
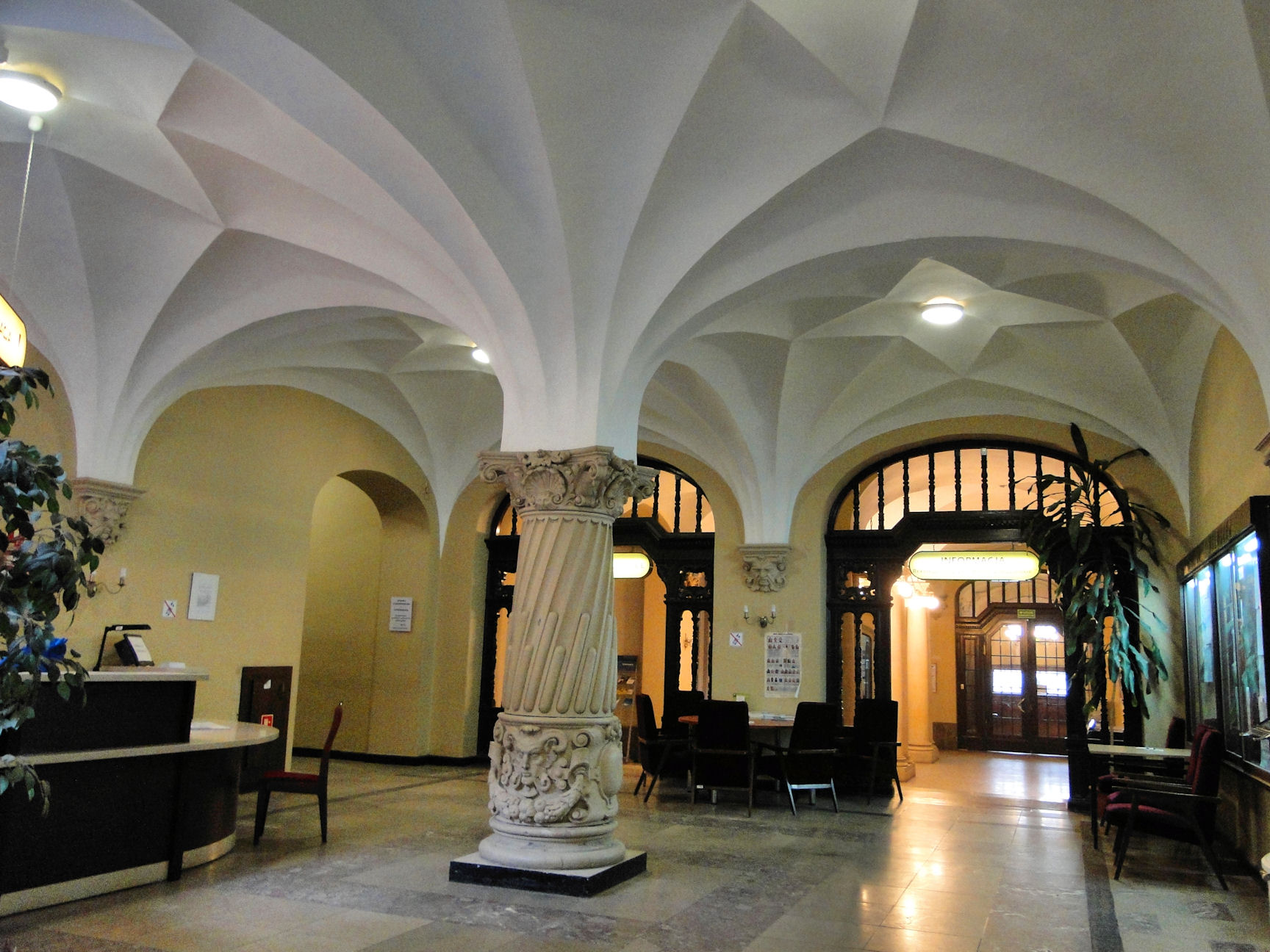
Hall principal
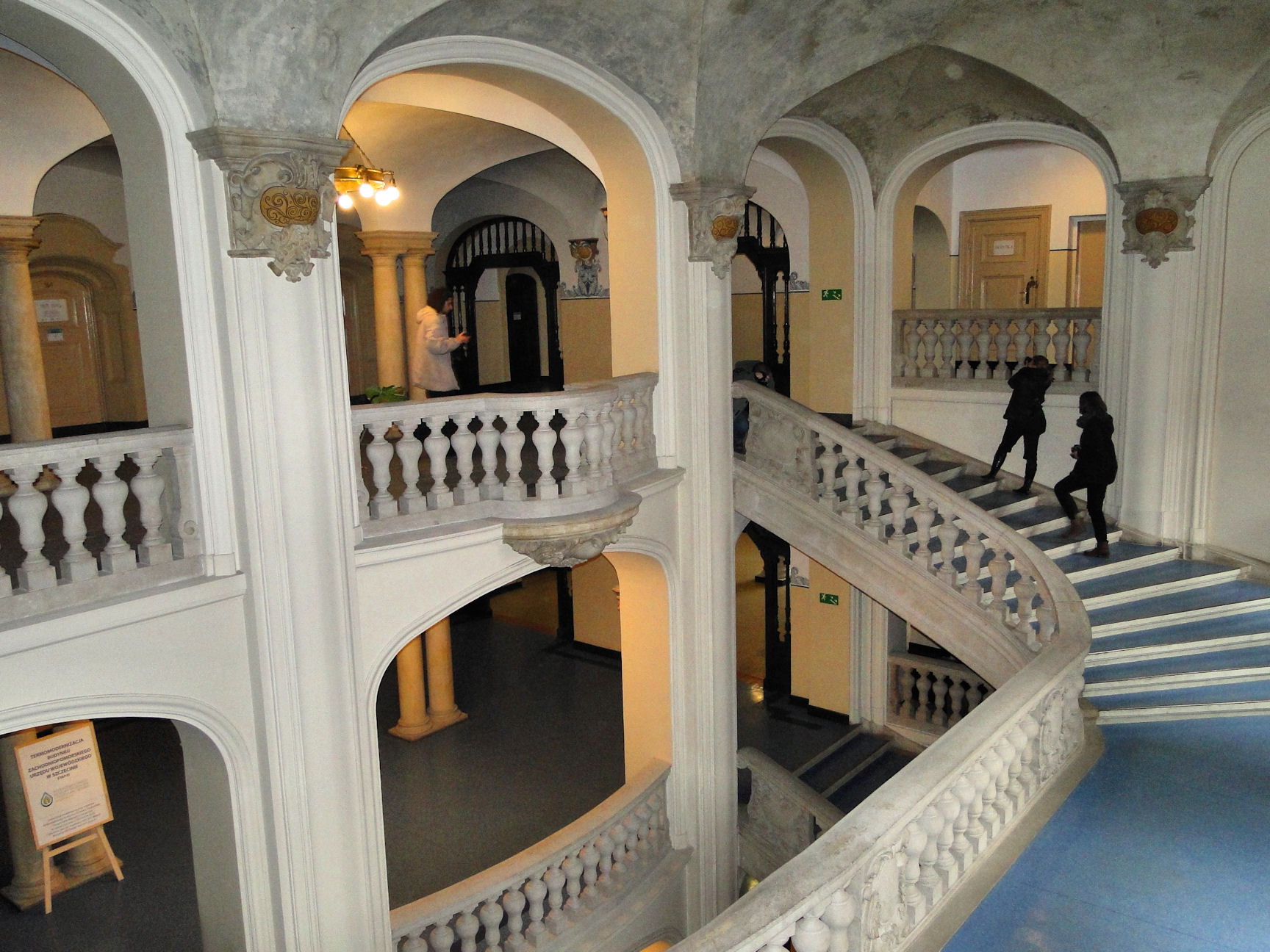
Escaliers
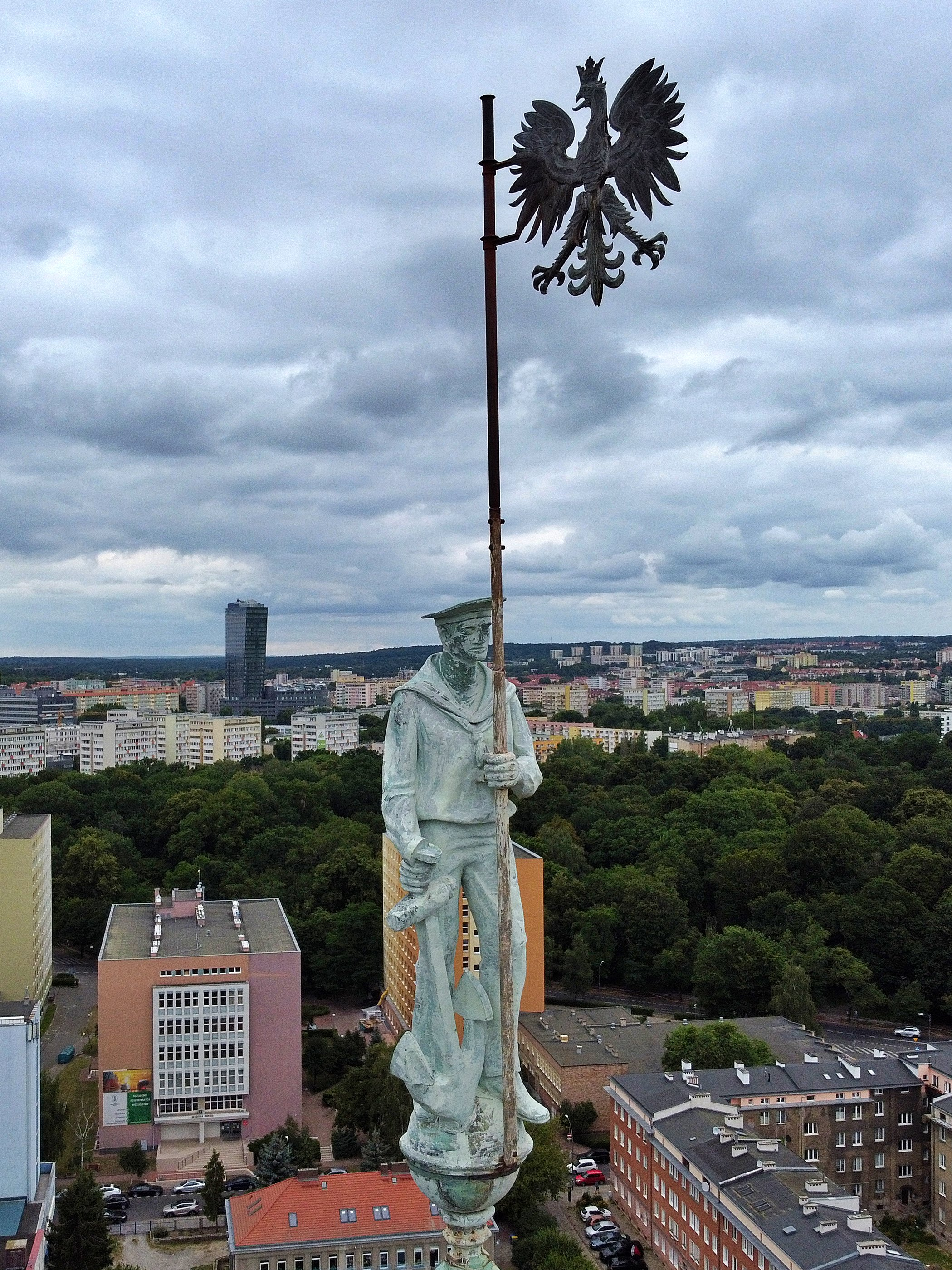
Figure du marin au sommet de la tour sud